# Grand Prix de Fourmies 2014
Il Grand Prix de Fourmies 2014, ottantaduesima edizione della corsa e valida come evento dell'UCI Europe Tour 2014 categoria 1.HC, si svolse il 7 settembre 2014, per un percorso totale di 205 km. Fu vinto dal belga Jonas Van Genechten, che giunse al traguardo con il tempo di 4h46'03" alla media di 42,92 km/h.
Al traguardo 126 ciclisti portarono a termine il percorso.

## Squadre partecipanti
| N.    | Cod. | Squadra                      |
| ----- | ---- | ---------------------------- |
| 1-8   | FDJ  | FDJ.fr                       |
| 11-18 | LTB  | Lotto-Belisol                |
| 21-28 | EUC  | Team Europcar                |
| 31-38 | LAM  | Lampre-Merida                |
| 41-48 | AST  | Astana Pro Team              |
| 51-58 | CAN  | Cannondale                   |
| 61-68 | ALM  | AG2R La Mondiale             |
| 71-78 | TFR  | Trek Factory Racing          |
| 81-88 | AND  | Androni Giocattoli-Venezuela |
| 91-98 | BSE  | Bretagne-Séché               |

| N.      | Cod. | Squadra                 |
| ------- | ---- | ----------------------- |
| 101-108 | COF  | Cofidis                 |
| 111-118 | COL  | Colombia                |
| 121-128 | TNE  | Team NetApp-Endura      |
| 131-138 | TSV  | Topsport Vlaanderen     |
| 141-148 | WGG  | Wanty-Groupe Gobert     |
| 151-158 | NRI  | Neri Sottoli            |
| 161-168 | BIG  | BigMat-Auber 93         |
| 171-178 | RLM  | Roubaix-Lille Metropole |
| 181-188 | LPM  | La Pomme Marseille 13   |

## Ordine d'arrivo (Top 10)
| Pos. | Corridore           | Squadra       | Tempo    |
| ---- | ------------------- | ------------- | -------- |
| 1    | Jonas Van Genechten | Lotto-Belisol | 4h46'03" |
| 2    | Tom Van Asbroeck    | Topsport      | s.t.     |
| 3    | Elia Viviani        | Cannondale    | s.t.     |
| 4    | Manuel Belletti     | Androni       | s.t.     |
| 5    | Benjamin Giraud     | La Pomme M.   | s.t.     |
| 6    | Baptiste Planckaert | Roubaix       | s.t.     |
| 7    | Yohann Gène         | Europcar      | s.t.     |
| 8    | Rudy Barbier        | Roubaix       | s.t.     |
| 9    | Rafael Andriato     | Neri Sottoli  | s.t.     |
| 10   | Romain Feillu       | Bretagne      | s.t.     |